# Pino Palladino
Pino Palladino (ur. 17 października 1957 w Cardiff) – brytyjski basista pochodzenia włoskiego. Palladino początkowo grał rock, blues i R&B, w latach 80. stał się jednym z najpopularniejszych i najbardziej poszukiwanych muzyków sesyjnych grając na basie bezprogowym. Był członkiem wielu zespołów muzycznych, aktualnie występuje z John Mayer Trio i The Who.

## Kariera
Palladino grał od 14 roku życia na gitarze elektrycznej, trzy lata później rozpoczął grę na gitarze basowej. W 1978 roku stał się członkiem Jools Holland’s Band i nagrał z nimi album Jools Holland and His Millionairs.
Współpraca ta przyniosła mu sławę i w latach 80. i Palladino rozpoczął pracę między innymi z Davidem Gilmourem, Tears for Fears i Donem Henleyem. Występował też z grupami Pink Floyd i Queen.
W latach 90. rozszerzył swój repertuar o grę na gitarze basowej z bontem, w zależności od utworu 4- lub 6-strunowej.
Najbardziej znane były jego kooperacje z Melissą Etheridge, Richardem Wrightem, Eltonem Johnem i Erikiem Claptonem.
Z Philem Collinsem utworzył przejściowo grupę, która zagrała wraz z Paulem McCartneyem, Erikiem Claptonem, Cliffem Richardem i innymi na jubileuszu 50-lecia koronacji królowej Elżbiety II.

### John Mayer Trio
Palladino i Steve Jordan znają i przyjaźnią się od lat 90., gdy obaj muzycy pracowali nad wspólnymi nagraniami studyjnymi. W styczniu 2005 roku Jordan miał wziąć udział u boku Johna Mayera i Willi Weeksa w koncercie charytatywnym Tsunami Concert of Hope na rzecz ofiar tsunami. Ponieważ Weeks nie mógł wystąpić, Jordan od razu zaproponował jako alternatywę Pino Palladino. W trójkę zagrali po raz pierwszy utwór „Bold as Love” Hendrixa. Po koncercie Mayer, Jordan i Palladino doszli do wniosku, że fantastycznie ze sobą harmonizują i od razu zaplanowali wspólne tournée i wydanie CD.

## Instrumenty
Początkowo używał Palladino basu bezprogowego firmy MusicMan. W ostatnich latach grał na Fender Precision Bass 61 Fiesta Red. Poza tym gra na Fender P-Bass 63, czarnym Fender Jaguar Bass (na tournée The Who), białym Moon Larry Graham Signature J-style Bass, Lakland Joe Osborn Signature J-style bass, nastrojonym na C#F#BE i 82 Squier Jazz Bass.

## Dyskografia
| - Jools Holland and the Millionaires von Jools Holland (1981) - I, Assassin von Gary Numan (1982) - Doot-doot von Freur (1983) - North of a Miracle von Nick Heyward (1983) - Release von David Knopfler (1983) - No Parlez von Paul Young (1983) - Jools Holland meets Rock ‘a’ Boogie Billy von Jools Holland (1984) - Building the perfect beast von Don Henley (1984) - About Face von David Gilmour (1984) - Sob stories von Jacqui Brooks (1884) - The Secret of Association von Paul Young (1985) - White City von Pete Townshend (1985) - Tao von Rick Springfield (1985) - Famous People von Bill Sharp (1985) - Dream into action von Howard Jones (1985) - Ice on Fire von Elton John (1985) - Go West' von Go West (1985) - Bangs & Crashes' von Go West (1985) - Dangerous music' von Robin Georg (1985) - Dream Academy' von Dream Academy (1985) - Secret secrets von Joan Armatrading (1985) - Between Two Fires von Paul Young (1986) - Destiny' von Chaka Khan (1986) - Into the Light' von Chris DeBurgh (1986) - Dancin’ on the couch Go West (1987) - Shouting stage Joan Armatrading (1988) - Long hard look back Lou Gramm (1988) - The Seeds of Love von Tears for Fears (1989) - Surprise von Syd Straw (1989) - A Part Of Me von Sirima (1989) - Kite von Kristy MacColl (1989) - Cries & whispers von Robert Hart (1989) - Porcelain von Julia Fortham (1989) |  | - Vol. 8 private collection von Duke Ellington (1989) - Bankstatement von Tony Banks (1989) - The end of the innocence von Don Henley (1989) - Journeyman von Eric Clapton (1989) - Working Girl (soundtrack) - But seriously von Phil Collins (1989) - Other Voices von Paul Young (1990) - Beauty von Ryuichi Sakamoto (1990) - En todos los sentidos von Eros Ramazzotti (1990) - Satellites von The Big Dish (1990) - 1234 Propaganda (1990) - Lips against the Steel Davida Knopflera (1990) - Oltre Claudio Baglioniego (1990) - Hearts & Flowers Joan Armatrading (1990) - Circle of One Olety Adams (1990) - Still Tony Banksa (1991) - The One Eltona Johna (1992) - White City Pete Townshenda (1993) - Broken China Ricka Wrighta (1996) - Deuces Wild BB Kinga (1997) - Emotional Bends Robbie McIntosh Band (1998) - Soul Maahn Wolf Mahn (1999) - Second Nature Dominica Millera (1999) - Voodoo D’Angelo (2000) - Soulmates Man Dokiego (2002) - Genesis Files Steve Hackett (2002) - Tieru Gabin Dabiré (2002) - Third World Dominica Millera (2004) - Try! Live in Concert z John Mayer Trio (2005) - Surprise Paul Simon (2006) - Continuum John Mayer (2006) - Where the light is John Mayer live in Los Angeles (2007) - Last Days at the Lodge Amos Lee (2008) |